# 비행갑판
비행갑판(飛行甲板, 영어: flight deck)은 항공모함 등 수상함에서 항공기가 이착륙을 할 수 있게 만든 갑판을 말한다.

## 스키 점프대

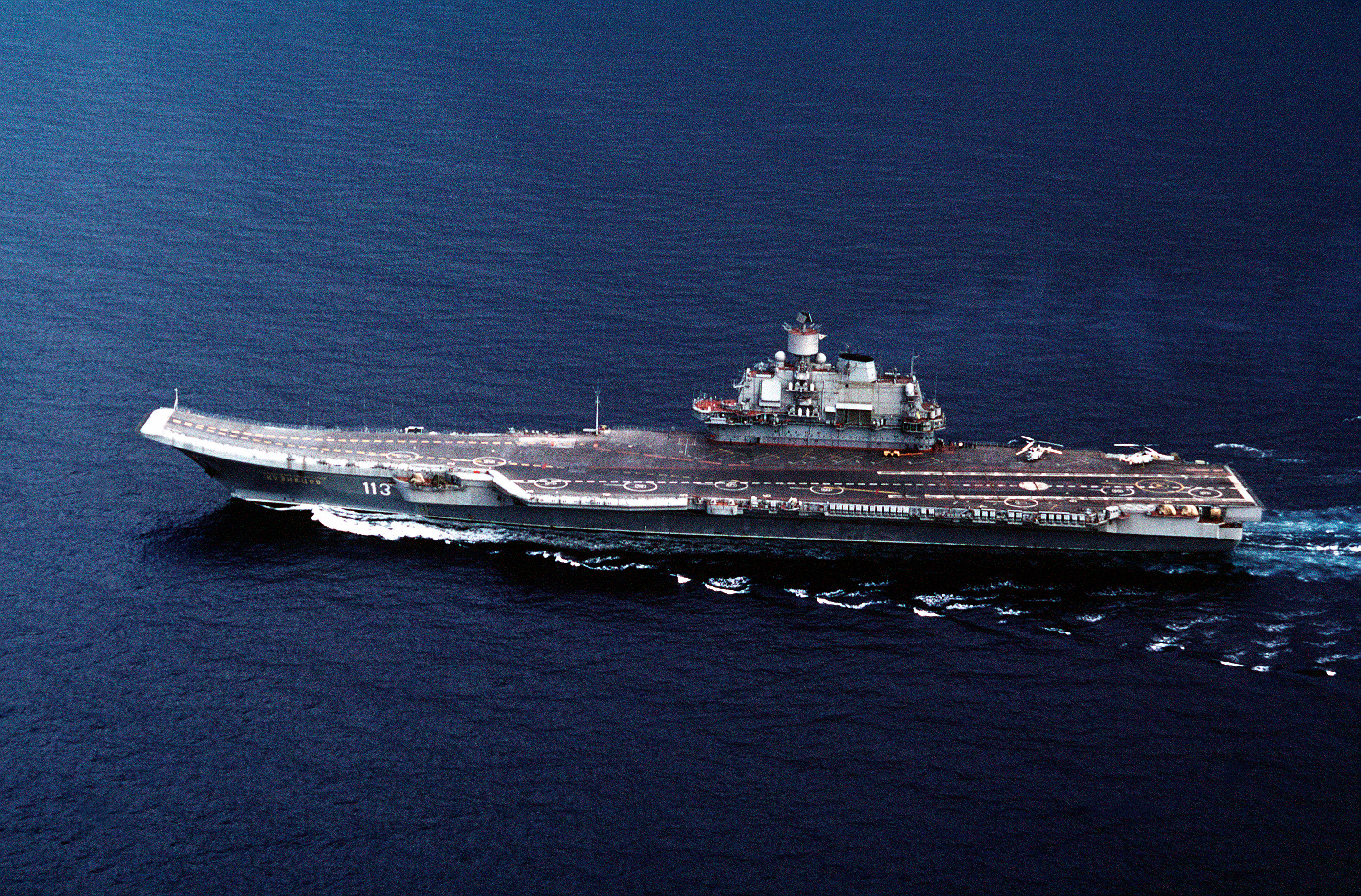
러시아 유일의 쿠즈네초프 항공모함의 스키 점프대

영국은 작은 인빈시블급 항공모함에서 VSTOL 해리어가 이륙하는 것을 용이하게 하기 위해, 스키 점프대(ski-jump ramp)를 개발했다.
이러한 스키점프 이륙방식은 평지의 이륙방식에 비해 최소이륙속도에서의 최대이륙중량을 늘려준다. 그러나, 캐터펄트에 의한 방식보다는 최대이륙중량이 낮다.

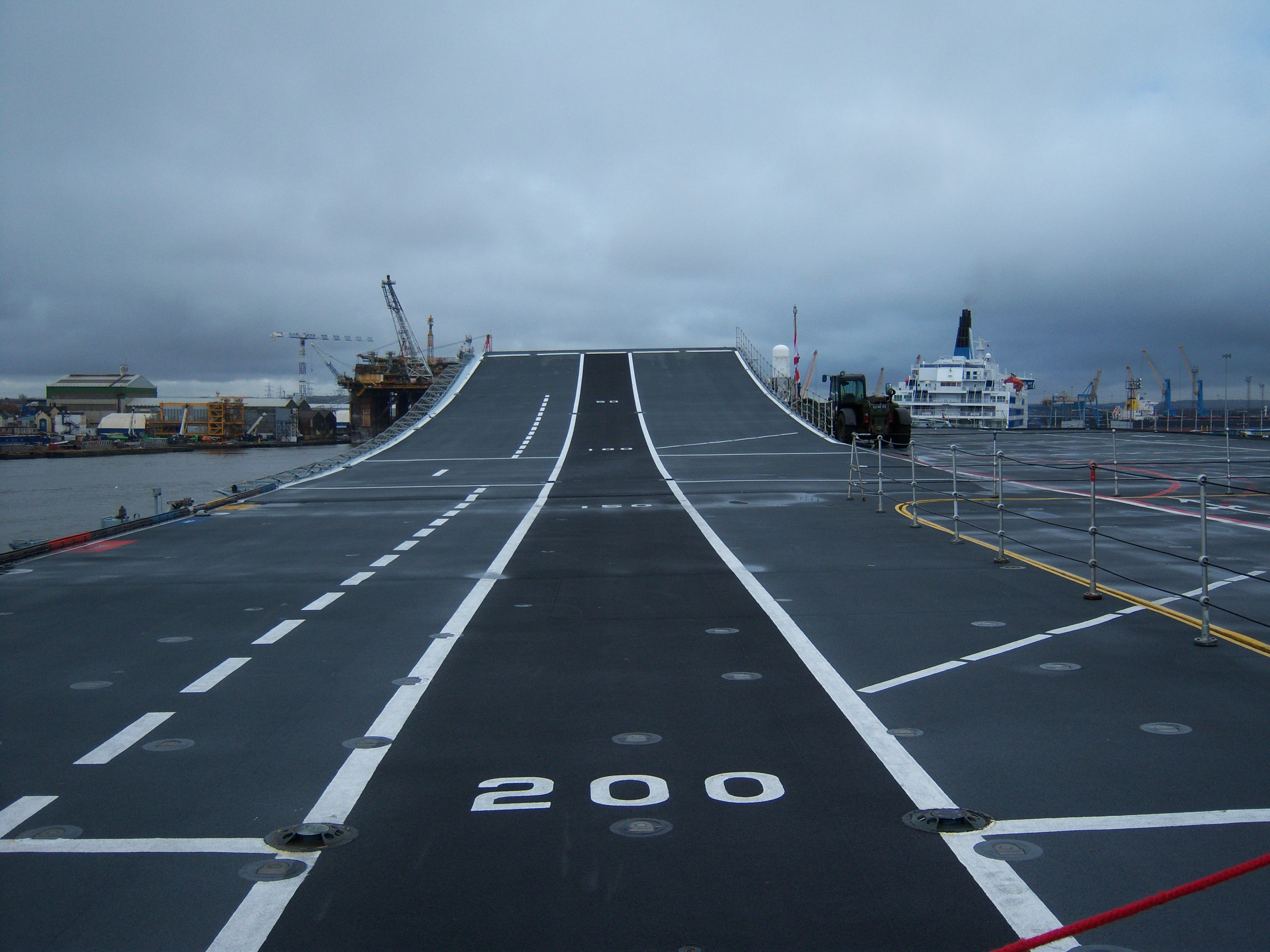
인빈시블급인 HMS 아크 로얄의 스키 점프대

스키 점프 이륙방식은 평지 방식 보다 이륙할 때 안전하다. 해리어가 미국의 LHA에서 이륙할 때의 고도는 해면고도 60 ft에 불과하다. 이는 특히 파도에 이해 함수가 아래로 향했을 때, 더욱 위험하다. 스키 점프대를 이용하면 150 - 200 ft의 고도가 되어, 보다 안전한 이륙이 가능해진다.
예를 들면, 최대이륙중량인 29000 파운드의 AV-8B 해리어가 59 °F인 주간에 35 kn의 바람이 부는 비행갑판 위에서 12° 경사각의 스키 점프대를 장착한 스페인의 프린시페 데 아스투리아스 항공모함에서 이륙할 때 필요한 이륙거리는 400 ft이다. 평지 이륙이라면 750 ft가 필요하다.
MiG-29가 스키 점프대에서 이륙하는 경우, 평지 이륙보다 이륙속도를 140 노트에서 50 노트 정도 줄일 수 있다.
STOVL 비행기와 스키 점프대를 사용하는 항공모함은 캐터펄트와 어레스팅 기어가 없다. 미국과 프랑스, 스키 점프대와 어레스팅 기어를 사용하는 러시아를 제외하고는, 전 세계 모든 항공모함은 STOVL 비행기와 스키 점프대를 사용한다. 프랑스는 미국에서 캐터펄트를 수입해 샤를 드골호에 사용한다.
독도함은 필요시 스키 점프대를 장착할 수 있게 설계했다.

## 같이 보기
- STOVL 비행기